# Гянджинский государственный драматический театр
Гянджинский государственный драматический театр (азерб. Gəncə Dövlət Dram Teatrı) — театр в городе Гянджа.

## История
В конце XIX века в Гяндже любительские труппы играли пьесы М. Ф. Ахундова и Н. Везирова. В 1906 году драматург А. Ахвердов организовал театральную труппу из местных любителей, в репертуар которой входили пьесы «Ага Магомед Шах Каджар», «Разоренное гнездо» А. Ахвердиева, «Альманзор» Г. Гейне, «Невежество» Н. Нариманова, «Родина» Н. Кемаля и др. В 1916 году была сыграна опера М. Дж. Амирова «Сейфальмулюк».
13 января 1921 года в Баку был основан Бакинский рабоче-крестьянский театр, который в декабре 1932 года вместе с сотрудниками переехал в Гянджу и получил название Гянджинского драматического театра (в 1935—1990 годах официально — Кировабадский азербайджанский государственный драматический театр им. Джафара Джаббарлы). В 1933 году в Театре была создана актерская студия. В составе труппы был организован отдел юных зрителей.
На протяжении существования Гянджинского государственного драматического театра на его сцене были поставлены пьесы С. Вургуна «Вагиф», «Фархад и Ширин», трагедия У. Бакиева «Каракум», М. Ф. Ахундова «Приключения скряги или Гаджи Кара», «Молла Ибрагим-Халил, алхимик, обладатель философского камня», «Повесть о Мусье Жордане — учёном-ботанике и дервише Масталишахе, знаменитом колдуне», «Приключения везиря Ленкоранского ханства», С. С. Ахундова «Любовь и месть», А. Ахвердова «Разоренное гнездо», «Пери Джаду», С. Рустама «Гачаг Неби», Д. Джаббарлы «Айдын», «Октай Эльоглу», «Увядшие цветы», Ш. Курбанова «Нищий сын миллионера», «Без тебя», М. Лермонтова «Два брата».
В театре также ставились спектакли по азербайджанской, русской и мировой драматургии такими режиссерами как А. Сейфи, Х. Исмайловым, И. Эфендиевым, А. Дадашевым, Г. Агаевым, К.Султановым, Ю. Багировым, В. Шарифовым. Ведущими актерами театра были А. Юсуфзаде, И. Талыблы, С. Орлинская, Р. Вейсалова, С. Тагизаде, М. Шейхзаманов, К. Султанова, М . Бурджалиева, А. Салахлы, С. Мустафаева.
Некоторое время здесь работали известные театральные деятели: А. Искендеров, М. Мамедов, А. Алекперов, К. Зия, А. Герайбейли, А. Султанов, Б. Шекинская и др. Среди ведущих артистов в настоящее время работают А. Аббасов и П. Курбанов.

## Здание
В 1932—2022 годах театр располагался в здании на улице Аббасзаде, построенном еленендорфским предпринимателем Христофором Форером в 80-х годах XIX века. В октябре 2014 года по указу Президента Азербайджана Ильхама Алиева был заложен фундамент нового здания Гянджинского государственного драматического театра, площадью 13 тысяч квадратных метров и расположенного на берегу реки Гянджа. Открытие нового здания состоялось в январе 2022 года.

## Фестивали
Театр в сентябре 2012 года участвовал в V Международном театральном фестивале в г. Уфа со спектаклем «Мусье Жордан и дервиш Масталишах» Мирзы Фатали Ахундова.
В мае 2016 года театр присоединился к фестивалю, который состоялся в Украине, со спектаклем по произведению Джалила Мамедкулизаде «Конгрегация сумасшедших».
В 2016 году театр также принял участие в Международном фестивале в городе Конья в Турции с пьесой Эльчина «Убийца».
В июле 2018 года театр принял участие во 2-м Международном театральном фестивале в Грузии, посвящённом памяти грузинского писателя Нодара Думбадзе, со спектаклем «Геладос».
Театр принимает участие в IV Шекинском международном театральном фестивале, проходящем с 1 по 5 декабря 2024 года.

## Награды
В 2002 году спектакль по пьесе Ильяса Эфендиева «Mahnı dağlarda qaldı» («Песня осталась в горах») был награждён премией «Золотой дервиш», учреждённой Союзом театральных деятелей Азербайджана.